# Utica (Michigan)
Utica è un comune (city) degli Stati Uniti d'America della contea di Macomb nello Stato del Michigan. La popolazione era di 4 757 abitanti al censimento del 2010.

## Geografia fisica
Secondo lo United States Census Bureau, ha un'area totale di 1,74 mi² (4,51 km²).

## Storia
La città oggi nota come Utica fu mappata da Joseph Stead nel 1829, che preferiva chiamarla "Harlow". Altri si riferivano alla città come "Hog's Hollow" o "McDougalville", pochi anni dopo la città prese il nome definitivo di Utica, il nome gli fu dato da coloni provenienti dallo Stato di New York, in onore dell'omonima città in quel stato. Questo era comune dei coloni in questa regione e si riflette nei nomi delle vicine città di Rochester e Troy, che prendono il nome dalle città dello Stato di New York.

## Società

### Evoluzione demografica
Secondo il censimento del 2010, la popolazione era di 4 757 abitanti.

### Etnie e minoranze straniere
Secondo il censimento del 2010, la composizione etnica della città era formata dal 90,39% di bianchi, l'1,93% di afroamericani, lo 0,48% di nativi americani, il 3,51% di asiatici, l'1,91% di altre razze, e l'1,77% di due o più etnie. Ispanici o latinos di qualunque razza erano il 3,85% della popolazione.